# Anouska Hempel
Anouska Hempel, Lady Weinberg (nascuda el 1941) és una actriu de cinema i televisió nascuda a Nova Zelanda convertida en hotelera i dissenyadora d'interiors. És una figura destacada a la societat de Londres. De vegades se l'acredita com Anoushka Hempel.

## Primers anys
Hempel és d'ascendència russa i alemany suís i ha especulat que va néixer en un vaixell en ruta des de Papua Nova Guinea a Nova Zelanda. La seva família va emigrar a Nova Zelanda on va néixer. Més tard es van traslladar a Cronulla, al sud de Sydney a Austràlia, on el seu pare era propietari d'un taller de reparació d'automòbils. Quan era adolescent a mitjans de la dècada de 1950, Hempel va assistir a l'escola secundària de Sutherland. El 1962 es va traslladar a Anglaterra amb només 10 £.

## Actuació
La primera aparició de Hempel al cinema va ser a la pel·lícula Hammer Horror The Kiss of the Vampire (1963). El 1969, va aparèixer a la pel·lícula de James Bond 007 al servei secret de Sa Majestat com un dels "àngels de la mort". Després va aparèixer en diverses pel·lícules com Scars of Dracula (1970), The Magnificent Seven Deadly Sins (1971), Go for a Take (1972), Tiffany Jones (1973), la controvertida pel·lícula softcore de Russ Meyer Black Snake (1973), Double Exposure (1977), i Lady Oscar (1979). la dècada de 1970, Hempel va aparèixer en un episodi de la sèrie de la BBC The Lotus Eaters. També va fer una audició per al paper de Jo Grant a  Doctor Who , i va aparèixer a la sèrie de televisió de ciència-ficció UFO ("Mindbender", 1970) i Space: 1999 ("The Metamorph", 1976). Durant la seva carrera com a actriu, va aparèixer com a panelista habitual al costat de Patrick Mower per a dues temporades del programa de jocs de misteri d'assassinats Whodunnit?, entre 1975 i 1976.

### Filmografia parcial
- 007 al servei secret de Sa Majestat (1969) – Noia australiana
- The Breaking of Bumbo (1970) – Debutant
- Scars of Dracula (1970) – Tania
- UFO (1970) - Tamara Paulson
- The Magnificent Seven Deadly Sins (1971) – Blonde (segment "Lust")
- Carry on at Your Convenience (1971) – New Canteen Girl (no acreditada)
- Go for a Take (1972) – Suzi Eckmann
- Black Snake (1973) – Lady Susan Walker
- Tiffany Jones (1973) – Tiffany Jones
- The Doll (serial de la BBC) (1975)- Phyllis Du Salle
- Double Exposure (1977) – Simone
- Lady Oscar (1979) – Jeanne Vallois / Jeanne de la Motte

## Hotel i disseny
Després d'acabar d'actuar, Hempel s'ha embarcat en una carrera com a hostelera i dissenyadora d'interiors. El 2002, va ser classificada per Architectural Digest com una de les 100 millors dissenyadors d'interiors i arquitectes del món.

### Hotels
Hempel ha establert quatre hotels. Blakes Hotel es va crear l'any 1978 com un dels primers hotels boutique de luxe del món. Amb seu a South Kensington, és conegut pel seu disseny, qualitat de servei i privadesa. El restaurant de l'hotel s'ha convertit en una destinació per dret propi, amb una fusió de les cuines preferides de Hempel: japonesa i italiana. El seu segon hotel, l'Hempel Hotel, va ser considerat un hotel minimalista. Blakes Amsterdam va obrir el 1999, inspirant-se en la històrica Companyia Neerlandesa de les Índies Orientals d'Amsterdam.
Hempel treballa actualment com a assessora silenciosa a la seva empresa hotelera i treballa en altres hotels a Beirut, Santiago de Xile, Lisboa, Istanbul i un nou hotel per al Baccarat a Rabat. El seu hotel d'aparador "Warapuru" està situat a la selva tropical brasilera amb vistes a l'oceà, però l'obertura s'ha endarrerit diversos anys. Altres obertures recents inclouen The Grosvenor House Apartments, a Park Lane i La Suite West a Bayswater, ambdues a Londres. El Blakes Hotel es va vendre recentment als inversors, després d'una renovació per part de l'Anouska Hempel Design, hi ha plans per ampliar la marca amb Blakes Shoreditch. Els projectes d'Anouska Hempel Design que s'han obert recentment inclouen Duxton Reserve, Singapur, i Monsieur George, París.

### Altres dissenys
Els dissenys dels restaurants d'Hempel van des del minimalista modern fins al teatre. Els seus projectes de restaurant inclouen Shy a Jakarta i Tom Aiken a Londres. Ha dissenyat botigues minoristes per Van Cleef & Arpels (a Londres, París, Mònaco, Beverly Hills, Osaka i Ginebra) i Louis Vuitton, per a qui va dissenyar la seva botiga insígnia de París i articles com bolígrafs estilogràfics i bolígrafs de luxe amb superfície de cuir i laca ("cuir doc"). Altres botigues són Henry Cottons a Milà i Lokum a Londres.
Hempel també ha dissenyat dos iots: "Beluga", el seu propi iot, una renovada goleta turca de 10 places que té veles negres; i San Lorenzo, un disseny minimalista elegant per a un encàrrec privat.
Hempel ha rebut encàrrecs privats per a llars i paisatges, més recentment un jardí en honor a la Princesa Margaret a Oxford. Les seves pròpies cases, Cole Park prop de Malmesbury, Wiltshire i una gran casa a Ennismore Gardens, Londres, apareixen regularment a les revistes de disseny. A través d'una botiga a South Kensington, ha dissenyat roba d'alta costura per a moltes dones famoses.

## Vida personal
El 1964 es va casar amb Constantine Hempel, amb qui va tenir un fill i una filla. Era un periodista i promotor immobiliari que va morir el 1973, estavellant el seu cotxe contra un soterrani de Pimlico. Hempel i el seu segon marit, el productor de teatre Bill Kenwright, es van divorciar després de dos anys de matrimoni el 1980. Més tard, Hempel es va casar amb el financer Sir Mark Weinberg, amb qui té un fill, Jonathan. Ella apareix en un retrat fotogràfic de Bryan Wharton exposat a la National Portrait Gallery.